# SN 2009gi
SN 2009gi – supernowa typu IIb odkryta 17 czerwca 2009 roku w galaktyce A191019+1933. W momencie odkrycia miała maksymalną jasność 18,10m.